# Giovanni Mardersteig
Giovanni Mardersteig (* 8. Januar 1892 in Weimar als Hans Mardersteig; † 27. Dezember 1977 in Verona) war ein deutsch-italienischer Verleger, Buchdrucker, Typograf und Buch- und Schrifthistoriker.

## Leben

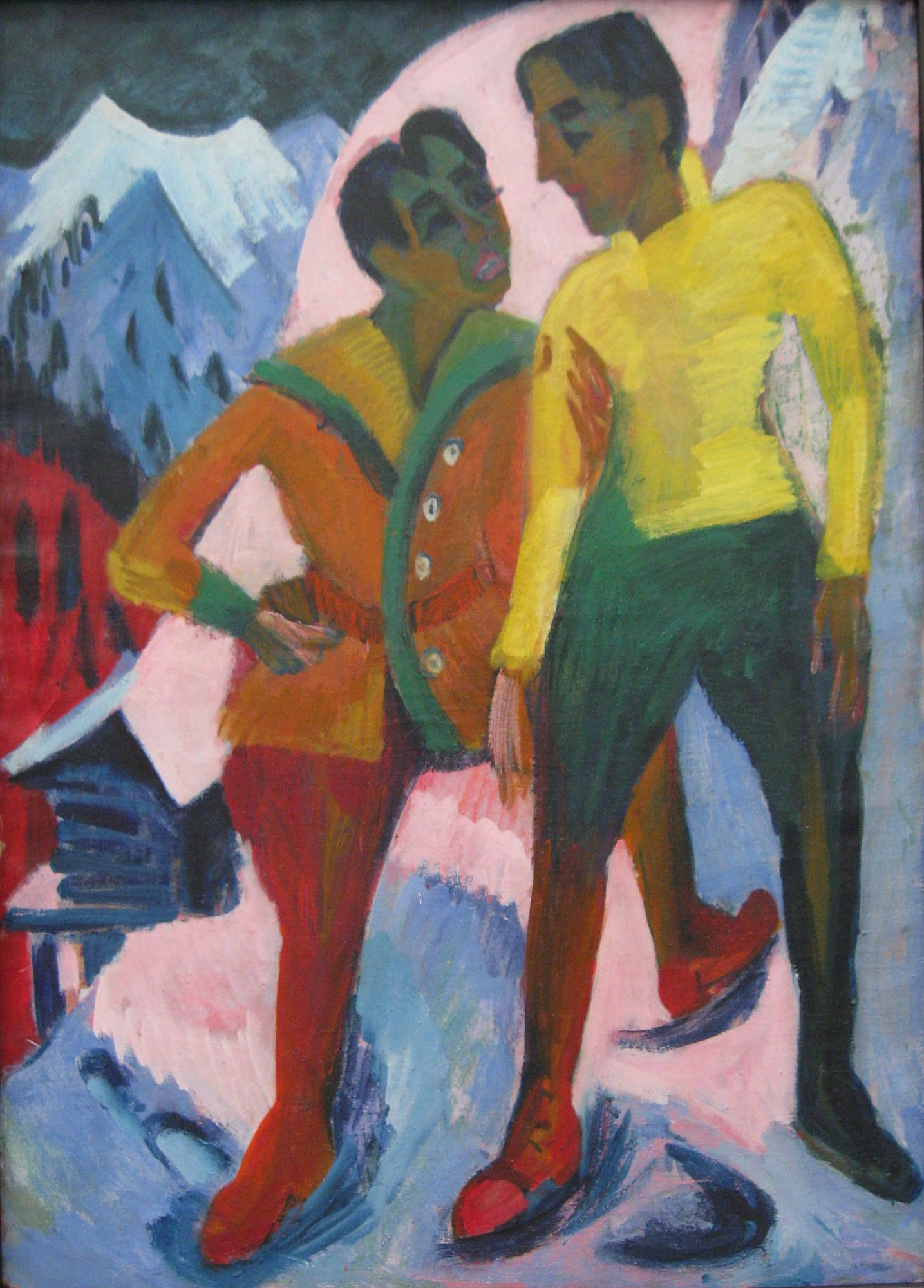
Ernst Ludwig Kirchner: Zwei Brüder M., 1921, das Gemälde stellt Hans (Giovanni) und seinen Bruder Arnold Mardersteig dar.

Giovanni Mardersteig entstammte einer künstlerisch geprägten Familie. Sein Großvater väterlicherseits war ein bedeutender Maler im Weimarer Umfeld Goethes; die Großmutter, eine geborene Kehr, führte ihre Herkunft auf die Familie Johann Sebastian Bachs zurück. Er war ein Sohn des Rechtsanwalts August Mardersteig (1853–1939) und Klara, geb. Blaeser (1862–1957). Sein Bruder war Arnold Mardersteig.
Nach frühem Kontakt mit Kunst und Literatur (Oskar Kokoschka, Rainer Maria Rilke) studierte er von 1910 bis 1915 Jurisprudenz in Bonn, Kiel, Jena und Wien; später promovierte er auch.
1919–1921 gab er zusammen mit Carl Georg Heise und Kurt Pinthus (nur im ersten Jahr) die Kunstzeitschrift Genius (Kurt Wolff Verlag, München) in der Nachfolge von Pan, Insel und Hyperion heraus. Ein Lungenleiden, das bereits einen Militärdienst im Ersten Weltkrieg verhinderte, zwang Mardersteig 1922 dazu, München zu verlassen. Er zog nach Montagnola im Tessin, das zu dieser Zeit auch Wohnsitz von Hermann Hesse war, und gründete dort eine Handpresse, die Officina Bodoni. Er wählte diesen Namen in Verehrung für die Drucke des parmesischen Meisterdruckers Giambattista Bodoni (1740–1813). Die italienische Regierung gab ihm die Erlaubnis, 12 der Originalpatrizen-Sätze seiner Schriften zu verwenden. Als erstes Buch entstand 1923 Orphei tragedia von Angelo Poliziano. Gedruckt wurde mit einer von Gottfried Dingler entworfenen Handpresse auf speziell für die Presse angefertigtem Büttenpapier.
Von 1922 bis 1927 blieb die Officina im Tessin ansässig; 1926 gewann Mardersteig die Ausschreibung für die Gesamtausgabe des italienischen Nationaldichters Gabriele D’Annunzio und übersiedelte auf Anraten seines Freundes und Druckereibesitzers Arnoldo Mondadori nach Verona. Von 1927 bis 1936 entstanden 49 Bände in einer Auflage von 209 Exemplaren auf der Handpresse auf kaiserlichem Japanpapier und 2501 Exemplare auf den Maschinenpressen der Mondadori-Druckerei. Neun weitere Exemplare entstanden auf Pergament.
Mardersteig verband immer die Forschung mit seiner praktischen Tätigkeit in der Presse. In den reichen Bibliotheken und Archiven der oberitalienischen Städte vollzog sich der bedeutsame Wechsel von der Bewunderung der klassizistischen Formensprache Bodonis hin zu Formenreichtum und Ausdruckskraft der italienischen Renaissance und ihres Schriftschaffens von Francesco Griffo bis Felice Feliciano. Mardersteig war auf der Suche nach der vollkommenen Schrift; im Lauf der Zeit entstanden nacheinander die Griffo (1929–1939) – eine Renaissance-Antiqua, die den gleichen Ursprung wie die Monotype Bembo hatte (und auch mit dieser kombiniert in der Presse Verwendung fand) –, die Zeno (1931–1937), eine an eine Missale erinnernde Schrift, die Pacioli (1954, nur als Versalalphabet) und schließlich 1946–1955 die Dante. Alle entstanden für die Handpresse; die Dante wurde später für den Maschinensatz von der Monotype Corp. ausgebaut und hatte außergewöhnlichen Erfolg. Daneben entwarf Mardersteig noch in Aufträgen die Zarotto und Fontana (beide Monotype). Während alle Schriften auf historischen Wurzeln fußten, war die Dante eine komplette Neuschöpfung. Sie stellte den Endpunkt nicht nur im Schriftschaffens Mardersteigs dar, sondern sie ist auch Höhe- und Endpunkt einer Entwicklung, die mit William Morris am Ende des 19. Jahrhunderts begonnen hatte und Pressendruck und Buchkunstbewegung zu wichtigen Schrittmachern in der qualitativen Verbesserung von Schriftkunst und Typografie machte.
Fußten die Schriften auch auf den Ideen und Entwürfen Mardersteigs, erreichten sie erst durch die künstlerische Umsetzung des Pariser Stempelschneiders Charles Malin (1883–1954) ihre heute bekannte und geschätzte Form. Malin, der lange Jahre für Deberny & Peignot gearbeitet hatte, lernte Mardersteig während der Arbeit an der d’Annunzio-Ausgabe kennen. Die für die Handpresse gefertigten Lettern waren für die Maschinenauflage zu anfällig, eine Reihe von Buchstaben musste neu geschnitten werden, ohne dass der Charakter des Gesamtbildes verändert wurde. Nachdem Malin diese Aufgabe gelungen war, übertrug Mardersteig ihm die Ausführung aller seiner Schriften.
Das Werk der Officina Bodoni nimmt in vielfacher Hinsicht eine Sonderstellung innerhalb der Handpressen des vergangenen Jahrhunderts ein: Keine arbeitete länger, keine dürfte ein vergleichbares internationales Ansehen genossen haben, keine schaffte es in solchem Maße, über das rein Künstlerische hinaus eine solche Wirkung innerhalb des grafischen Gewerbes zu entfalten.

## Auszeichnungen
Giovanni – diesen Vornamen nahm er an, nachdem er 1946 die italienische Staatsbürgerschaft erlangt hatte – Mardersteig wurde vielfach hoch geehrt. 1965 erhielt er den Preis San Zeno, 1968 von der internationalen Gutenberg-Gesellschaft den Gutenberg-Preis der Stadt Mainz und im selben Jahr den Bodoni-Preis der Stadt Parma. 1972 wurde er Ehrenmitglied der Accademia delle Lettere Venedig (zusammen mit Ezra Pound), 1975 verlieh ihm die Stadt Verona den Cangrande-Preis. Er war korrespondierendes Mitglied im Grolier Club.

## Schriften
- Griffo
- Zeno
- Pacioli
- Dante
- Fontana
- Zarotto („Neue Mardersteig“)

## Zitat
„Ein Buch besteht aus fünf Elementen, das sind Text, Schrift, Druckfarbe, Papier und Einband. Aus diesen Elementen eine Einheit zu schaffen, die selbstverständlich überzeugt, die nicht einer Modeströmung dient, sondern zeitlosen Wert anstrebt, das ist unser Wunsch. Vom Zufall und Laune frei, soweit dies menschliche Bedingtheit vermag, kennen diese Werke nur das Ziel, sich würdig in das hohe Erbe einzufügen, das uns in Hand und Verantwortung gegeben wird.“

## Werke (Auswahl)
- Die Officina Bodoni. Das Werkbuch einer Handpresse in den ersten sechs Jahren ihres Wirkens. Pegasusverlag, Paris 1929.